# Boisson énergétique
Ne doit pas être confondu avec boisson énergisante.
Une boisson sportive ou boisson de l'effort ou boisson isotonique ou boisson énergétique est une boisson, dont le but affiché est d'aider les sportifs à remplacer l'eau, les électrolytes et l'énergie perdues lors de la pratique sportive. L'efficacité de ces boissons est controversée, notamment en ce qui concerne les efforts physiques d'intensité ou de durée modérée.
Ce type de boisson ne doit pas être confondu avec une boisson énergisante qui contient divers excitants dont la caféine et qui est déconseillée lors des activités sportives.

## Histoire

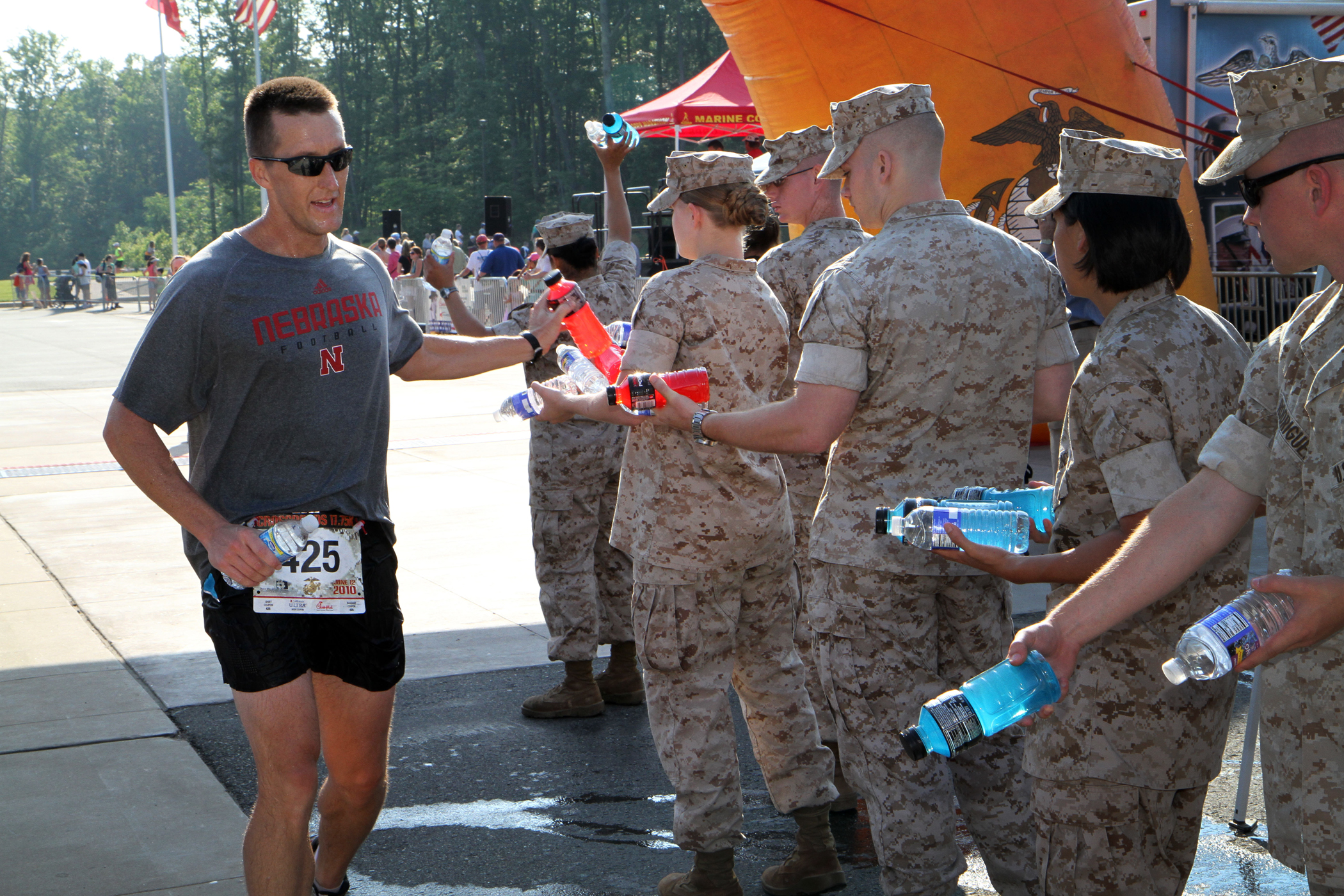
Distribution de bouteilles de boisson énergétique à l'arrivée d'un marathon (USA).

Au cours du XIXe siècle apparaissent les premiers sports modernes : l'alcool est systématiquement associé à la production de l'effort énergétique, à travers un consensus qui repose sur des traditions, des campagnes médiatiques et une méconnaissance de l'organisme, notamment en Grande-Bretagne, où le verre de bière, ou de brandy sont perçus comme des « remontants » à ingérer pendant l'effort. Dans les années 1900, il est courant de montrer des cyclistes du Tour de France en train de boire de la bière entre deux étapes.
L'une des premières boissons commerciales sans alcool destinées spécifiquement aux sportifs a été créée aux États-Unis dans les années 1960.
Originellement développée en petite canette de 250 mL, de nouveaux formats en bouteille 500 mL sont apparus avec bouchon refermable pour plus d'ergonomie pour les sportifs et les gens actifs, une des caractéristiques du consommateur type. De plus, les sociétés ont créé des pots d'une contenance allant de 400 g à 3 kg où le sportif utilise une cuillère doseuse pour remplir sa gourde de poudre mélangée avec de l'eau. Depuis peu de temps[Quand ?], des sociétés commercialisent des cubes ou des sticks pré-dosés directement pour 1 gourde.

## Buts et utilité
Les sportifs qui s’entraînent activement ou participent à une compétition, perdent de l'eau et des électrolytes par la transpiration et dépensent de l'énergie. La boisson sportive est censée compenser ces pertes, pendant la période d'activité physique ou après l'activité (récupération).
Les scientifiques considèrent généralement qu'il n'y a pas d'utilité à apporter des glucides et électrolytes durant l'activité physique, si celle-ci dure moins de 90 minutes. De manière générale, l'apport de glucides et électrolytes pendant ces activités de courte durée, n'améliore pas les performances sportives. Le stock de glycogène dans le foie et les muscles suffit à fournir l'énergie nécessaire et les limitations de performance sont causées par d'autres phénomènes physiologiques (acide lactique, capacités musculaires et cardio-vasculaires...). Une alimentation équilibrée après une activité de courte durée suffit à reconstituer les stocks énergétiques et électrolytiques.
La transpiration fait perdre de l'eau et des sels minéraux, principalement du sodium. Le sodium dans une boisson d'effort permet d'éviter l'hyponatrémie (trouble causé par une carence en sodium), mais les risques hyponatrémie n'apparaissent qu'à partir de 4 ou 5 heures d'activité physique intense. La supplémentation excessive de sel pendant l'exercice peut aussi conduire à des problèmes gastro-intestinaux, des dépréciations de l'équilibre hydrique ou provoquer des crampes. Les recommandations médicales de supplémentation en sodium concernent des activités sportives de longue durée (au moins 3 ou 4 heures), avec forte température ou important degré d'humidité.
Le but affiché de nutrition sportive participe certainement à une stratégie de marketing visant des personnes ne pratiquant pas de sport ou d'activités physiques. Les boissons sportives sont commercialisées aux côtés des sodas dans les supermarchés. Plusieurs procès contre des fabricants de boisson sportive ont concerné les revendications (non démontrées) de bénéfice sur la santé et la récupération physique. La consommation de ces boissons riches en glucides par des personnes ne pratiquant pas d'exercice physique prolongé est une cause avérée de prise de poids.

## Constituants
Les boissons commerciales comportent généralement :
- De l'eau
- Des glucides : souvent du dextrose, du fructose, des maltodextrines.
- Des sels minéraux : le sodium (un des minéraux les plus perdus dans la sueur), le potassium, le magnésium. Il est possible de trouver du phosphore, zinc ou tout autre type de sels minéraux. Selon la littérature scientifique, la concentration osmotique idéale d'une boisson sportive se situerait entre 200 et 250 mmol⋅L-1, c'est-à-dire légèrement hypotonique par rapport au plasma sanguin humain (vers 300 mmol⋅L-1). En 2006, l'osmolarité mesurée pour différentes boissons sportives commerciales variait entre 200 et 350 mmol⋅L-1 ; certaines légèrement hypotoniques, la plupart des autres étant isotoniques ou hypertoniques[6].
- Des vitamines : les vitamines du groupe B (B1, B2, B6, B12…) ainsi que la vitamine C et E sont notamment nécessaires à l'activité sportive, mais selon la littérature scientifique, l'apport de vitamines en supplément n'est pas recommandé pour les boissons sportives ; en se basant notamment sur les apports nutritionnels conseillés aux sportifs (ANC 2001 et 2004, rapport SCF-UE, 2001)[7], sur les recommandations du PNNS, sur l’avis de l’AFSSA sur les compléments pour sportifs (dans l’avis sur le projet[8] de Directive Européenne, Avril 2005)[9], les avis de la CEDAP publiés au BO DGCCRF (1993) sur les allégations concernant la carnitine et la taurine, l’avis de l’AFSSA sur la créatine (janvier 2001) et sur la micronutrition (juin 2003)[10], l’Arrêté Ministériel du 11/02/04, révisé le 16/06/06, fixant la nature du suivi médical réglementaire des sportifs de haut niveau, le comité scientifique de la Société Française de Nutrition du Sport (SFNS) a en juin 2009 conclu que, hors cas particulier comme la situation d'un sportif malade : « pour les pratiquants d’activités physiques et pour la majorité des sportifs, quel que soit leur niveau de performance, y compris ceux de haut niveau (SHN), une alimentation équilibrée et diversifiée par les produits courants, privilégiant les aliments de bonne à haute densité nutritionnelle, suffit pour satisfaire leurs besoins spécifiques démontrés. Aucun complément ou supplément n’est justifié dans le cadre de leur pratique (…) les ANC français publiés en 2001 sur les vitamines pour les sportifs (exprimés par 1 000 kcal) ne sont pas reconnus par la Commission européenne (SCF, 2001) en raison d’un niveau de preuve scientifique insuffisant. Les apports recommandés pour la population générale suffisent (…) Toute supplémentation en vitamines, apports au-delà des ANC pour la population générale, n’améliore ni la santé ni la performance et pourrait même exposer à des effets délétères. (…) La consommation de compléments alimentaires associée à une alimentation comprenant des aliments riches ou enrichis en vitamines et minéraux peut exposer à des risques liés au dépassement des doses maximales autorisées. (…) Des travaux scientifiques en cours permettront de définir si, par exemple chez le patient porteur d’une pathologie chronique, à l’état potentiel ou évoluée, des apports en tel ou tel nutriment hors minéral ou vitamine peuvent participer à optimiser les effets bénéfiques sur la santé de la pratique d’activités physiques ou sportives »[11].

## Marché et législation

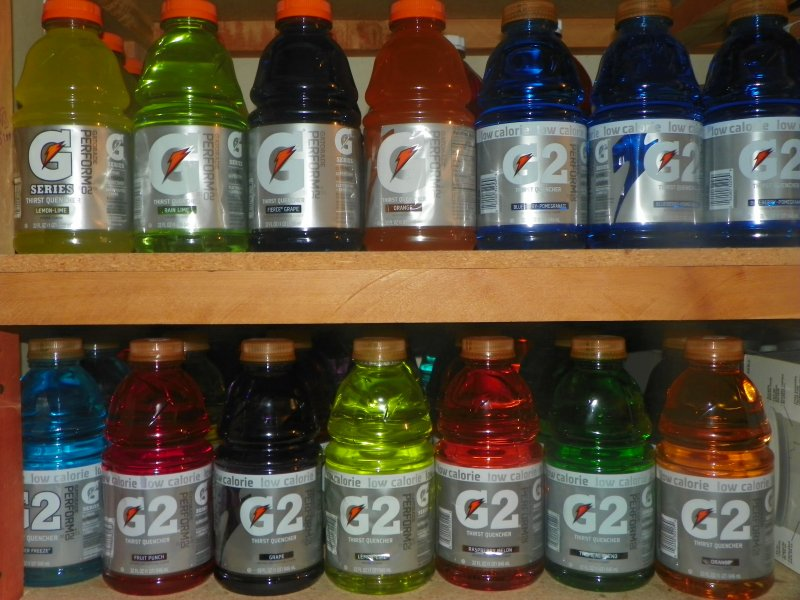
Variétés de boissons Gatorade.

Le marché américain des boissons énergétiques est estimé, en 2009, à 1,6 milliard de dollars, représentant la moitié du marché mondial. Les marques dominantes sont le « Gatorade » (marque achetée par PepsiCo en 2001), le « Powerade » (appartenant à Coca-cola) et « Lucozade » (appartenant à GlaxoSmithKline).
Au niveau européen, le cadre des « boissons diététiques d'apport glucidique », leur appellation légale, est défini par la directive 2002/46/CE du Parlement européen (décret du 20 mars 2006) avec la présence obligatoire de glucides, vitamine B1 et sodium (un ratio est obligatoire). Toute boisson qui ne contient pas ces trois actifs ne peut se prétendre au terme de « boisson diététique d'apport glucidique ».